# New South Wales Open 1973
Il New South Wales Open 1973 è stato un torneo di tennis giocato sull'erba. È stata l'81ª edizione del torneo, che fa parte dei Tornei di tennis maschili indipendenti nel 1973 e dei Tornei di tennis femminili indipendenti nel 1973. Si è giocato a Sydney in Australia dal 1° al 7 gennaio 1973.

## Campioni

### Singolare maschile
Malcolm Anderson ha battuto in finale  Ken Rosewall con il punteggio di 6–3, 6–4, 6–4

### Singolare femminile
Margaret Court ha battuto in finale  Evonne Goolagong Cawley con il punteggio di 4–6, 6–3, 10–8

### Doppio maschile
Malcolm Anderson /  John Newcombe hanno battuto in finale  Ken Rosewall /  Alex Metreveli con il punteggio di 6–1, 6–4.

### Doppio femminile
Chris O'Neil /  Kazuko Sawamatsu hanno battuto in finale  Lesley Charles /  Glynis Coles-Bond con il punteggio di 6–3, 6–4.